# World Taekwondo Grand Prix 2018
L'edizione del World Taekwondo Grand Prix 2018 si è composta di cinque tappe, concludendosi il 23 novembre dello stesso anno. 

## Calendario
| Tappa    | Data            | Location   | Note        |
| -------- | --------------- | ---------- | ----------- |
| Series 1 | 1–3 giugno      | Roma       | [ 1 ] [ 2 ] |
| Series 2 | 10–12 agosto    | Mosca      | [ 3 ]       |
| Series 3 | 19–21 settembre | Taoyuan    | [ 4 ]       |
| Series 4 | 19–21 ottobre   | Manchester | [ 5 ]       |
| Finale   | 22–23 novembre  | Fujairah   | [ 6 ]       |

## Vincitori

### Uomini

#### 58kg
| Competizioni | Oro               | Argento        | Bronzo                         |
| ------------ | ----------------- | -------------- | ------------------------------ |
| Roma         | Mikhail Artamonov | Carlos Navarro | Jack Woolley Kim Tae-hun       |
| Mosca        | Jang Jun          | Armin Hadipour | Vito Dell'Aquila Andrei Kanaev |
| Taoyuan      | Kim Tae-hun       | Jesús Tortosa  | Jang Jun Mikhail Artamonov     |
| Manchester   | Armin Hadipour    | Kim Tae-hun    | Adrián Vicente Jesús Tortosa   |
| Fujairah     | Jang Jun          | Jesús Tortosa  | Vito Dell'Aquila               |

#### 68 kg
| Competizioni | Oro               | Argento            | Bronzo                          |
| ------------ | ----------------- | ------------------ | ------------------------------- |
| Roma         | Lee Dae-hoon      | Aleksey Denisenko  | Huang Yu-jen Bradly Sinden      |
| Mosca        | Aleksey Denisenko | Bradly Sinden      | Edival Pontes Abolfazl Yaghoubi |
| Taoyuan      | Lee Dae-hoon      | Mirhashem Hosseini | Edival Pontes Huang Yu-jen      |
| Manchester   | Lee Dae-hoon      | Mirhashem Hosseini | Si Mohamed Ketbi Bradly Sinden  |
| Fujairah     | Lee Dae-hoon      | Kim Seok-bae       | Lovre Brečić                    |

#### 80 kg
| Competizioni | Oro                  | Argento              | Bronzo                        |
| ------------ | -------------------- | -------------------- | ----------------------------- |
| Roma         | Maksim Khramtsov     | Raúl Martínez García | Toni Kanaet Júlio Ferreira    |
| Mosca        | Maksim Khramtsov     | Saleh Al-Sharabaty   | Toni Kanaet Nikita Rafalovich |
| Taoyuan      | Maksim Khramtsov     | Cheick Sallah Cissé  | Damon Sansum Seif Eissa       |
| Manchester   | Raúl Martínez García | Damon Sansum         | Seif Eissa Nikita Rafalovich  |
| Fujairah     | Richard Ordemann     | Maksim Khramtsov     | Cheick Sallah Cissé           |

#### +80 kg
| Competizioni | Oro             | Argento        | Bronzo                        |
| ------------ | --------------- | -------------- | ----------------------------- |
| Roma         | Vladislav Larin | In Kyo-don     | Maicon Andrade Dmitriy Shokin |
| Mosca        | In Kyo-don      | Ivan Trajkovič | Anthony Obame Oleg Kuznetsov  |
| Taoyuan      | Vladislav Larin | Anthony Obame  | Mahama Cho Sun Hongyi         |
| Manchester   | Vladislav Larin | In Kyo-don     | Sajjad Mardani Sun Hongyi     |
| Fujairah     | Vladislav Larin | In Kyo-don     | Sajjad Mardani                |

### Donne

#### 49 kg
| Competizioni | Oro                    | Argento                | Bronzo                         |
| ------------ | ---------------------- | ---------------------- | ------------------------------ |
| Roma         | Kim So-hui             | Talisca Reis           | Sim Jae-young Zeliha Ağrıs     |
| Mosca        | Kim So-hui             | Kristina Tomić         | Zeliha Ağrıs Sim Jae-young     |
| Taoyuan      | Panipak Wongpattanakit | Kim So-hui             | Kristina Tomić Rukiye Yıldırım |
| Manchester   | Panipak Wongpattanakit | Sim Jae-young          | Hung Yu-Ting Miyu Hamada       |
| Fujairah     | Kim So-hui             | Panipak Wongpattanakit | Sim Jae-young                  |

#### 57 kg
| Competizioni | Oro         | Argento          | Bronzo                               |
| ------------ | ----------- | ---------------- | ------------------------------------ |
| Roma         | Jade Jones  | Marta Calvo      | Skylar Park Tatiana Kudashova        |
| Mosca        | İrem Yaman  | Bruna Vuletić    | Tatiana Kudashova Hatice Kübra İlgün |
| Taoyuan      | İrem Yaman  | Raheleh Asemani  | Inese Tarvida Luo Zongshi            |
| Manchester   | Jade Jones  | Zhou Lijun       | Skylar Park Raheleh Asemani          |
| Fujairah     | Lee Ah-reum | Nikita Glasnović | Marta Calvo                          |

#### 67 kg
| Competizioni | Oro             | Argento          | Bronzo                     |
| ------------ | --------------- | ---------------- | -------------------------- |
| Roma         | Zhang Mengyu    | Magda Wiet-Hénin | Oh Hye-ri Lauren Williams  |
| Mosca        | Matea Jelić     | Lauren Williams  | Oh Hye-ri Julyana Al-Sadeq |
| Taoyuan      | Paige McPherson | Polina Khan      | Oh Hye-ri Kim Jan-di       |
| Manchester   | Lauren Williams | Matea Jelić      | Victoria Heredia Nur Tatar |
| Fujairah     | Nur Tatar       | Kim Jan-di       | Matea Jelić                |

#### +67 kg
| Competizioni | Oro                  | Argento        | Bronzo                             |
| ------------ | -------------------- | -------------- | ---------------------------------- |
| Roma         | Aleksandra Kowalczuk | Milica Mandić  | Bianca Walkden Lee Da-bin          |
| Mosca        | Aleksandra Kowalczuk | Nafia Kuş      | Zheng Shuyin Milica Mandić         |
| Taoyuan      | Lee Da-bin           | Bianca Walkden | Nafia Kuş Zheng Shuyin             |
| Manchester   | Zheng Shuyin         | Bianca Walkden | María del Rosario Espinoza Gao Pan |
| Fujairah     | Zheng Shuyin         | Bianca Walkden | Nafia Kuş                          |

## Medagliere
| Posiz. | Nazione        | Oro | Argento | Bronzo | Totale |
| ------ | -------------- | --- | ------- | ------ | ------ |
| 1      | Corea del Sud  | 13  | 8       | 10     | 31     |
| 2      | Russia         | 9   | 3       | 5      | 17     |
| 3      | Regno Unito    | 3   | 6       | 6      | 15     |
| 4      | Turchia        | 3   | 1       | 7      | 11     |
| 5      | Cina           | 3   | 1       | 6      | 10     |
| 6      | Thailandia     | 2   | 1       | 0      | 3      |
| 7      | Polonia        | 2   | 0       | 0      | 2      |
| 8      | Croazia        | 1   | 4       | 5      | 10     |
| 9      | Spagna         | 1   | 4       | 3      | 8      |
| 10     | Iran           | 1   | 3       | 3      | 7      |
| 11     | Norvegia       | 1   | 0       | 0      | 1      |
| 12     | Stati Uniti    | 1   | 0       | 0      | 1      |
| 13     | Brasile        | 0   | 1       | 3      | 4      |
| 14     | Belgio         | 0   | 1       | 2      | 3      |
| 15     | Messico        | 0   | 1       | 2      | 3      |
| 16     | Gabon          | 0   | 1       | 1      | 2      |
| 16     | Costa d'Avorio | 0   | 1       | 1      | 2      |
| 16     | Giordania      | 0   | 1       | 1      | 2      |
| 16     | Serbia         | 0   | 1       | 1      | 2      |
| 20     | Francia        | 0   | 1       | 0      | 1      |
| 21     | Slovenia       | 0   | 1       | 0      | 1      |
| 22     | Taipei cinese  | 0   | 0       | 3      | 3      |
| 22     | Uzbekistan     | 0   | 0       | 3      | 3      |
| 24     | Canada         | 0   | 0       | 2      | 2      |
| 24     | Egitto         | 0   | 0       | 2      | 2      |
| 24     | Italia         | 0   | 0       | 2      | 2      |
| 27     | Irlanda        | 0   | 0       | 1      | 1      |
| 27     | Giappone       | 0   | 0       | 1      | 1      |
| 27     | Lettonia       | 0   | 0       | 1      | 1      |
| 27     | Portogallo     | 0   | 0       | 1      | 1      |
| Totale | Totale         | 40  | 40      | 72     | 152    |